# Adri Cuevas
Adrián Cuevas Algeciras (Jerez de la Frontera, Cádiz, Andalucía, España, 10 de enero de 1990), más conocido como Adri Cuevas, es un futbolista español que juega en el Atlético Sanluqueño C. F. de la Primera Federación.

## Trayectoria
Adri Cuevas comenzó en las categorías inferiores del Xerez C. D., hasta llegar al filial, el Xerez C. D. "B". El 27 de octubre de 2010 hizo su primera actuación con el primer equipo, debutando ante el Levante U. D. en dieciseisavos de final de la Copa del Rey
Para la siguiente temporada renovó su contrato hasta 2014 y pasó a formar parte del primer equipo. Sin embargo, la desconfianza en él por parte del técnico xerecista, Juan Merino, le llevó a ser cedido al Valencia C. F. Mestalla tras la segunda jornada de liga, que debido a la huelga de futbolistas, fue el primer partido disputado por el equipo. La temporada 2012-13 la jugó en el San Fernando y al inicio de la 2013-14 fue cedido al Córdoba C. F. "B".
El 26 de enero de 2014 el filial cordobés y el Gimnàstic de Tarragona llegaron a un acuerdo para que jugara cedido en las filas del club tarraconense. Tras acabar su cesión con el Nástic volvió a Córdoba realizando la pretemporada en un equipo de 1.ª división, aunque el club decidió volverlo a cederlo, en este caso al Hércules C. F.
En febrero de 2016 llegó al R. C. Celta de Vigo para reforzar el filial, firmando un contrato con el club celeste hasta junio de 2020.
Un año más tarde, en enero de 2017, abandonó el club celeste para firmar contrato con el Villanovense C. F.
En 2020 ascendió con el C. E. Sabadell F. C. a Segunda División tras derrotar en los playoffs al Atlético de Madrid "B", la Cultural Leonesa y Barça "B".
El 21 de julio de 2021 rescindió su contrato con el conjunto arlequinado y firmó por el Club Deportivo Badajoz de la Primera División RFEF. A esa categoría ascendió la A. D. Ceuta F. C., su equipo la siguiente temporada. Allí estuvo un par de años antes de unirse al Atlético Sanluqueño C. F. en agosto de 2024.